# Obrejița
Obrejița es una comuna ubicada en el distrito de Vrancea, Rumania.

## Superficie
Posee una superficie de 15,64 kilómetros cuadrados.

## Demografía
Hasta 2021 la población era de 1544 habitantes, con una densidad de población de 98,72 habitantes por kilómetro cuadrado.